# 高橋亨 (海上自衛官)
高橋 亨（たかはし とおる、1946年（昭和21年）- ）は、日本の元海上自衛官、軍事評論家。

## 来歴
陸上自衛隊生徒から海上自衛隊一般幹部候補生に転じ、海上自衛官となった。 P-3Cの海上自衛隊への採用に際して心臓部であるA-NEWシステムのオペレーションプログラムの日本へのリリースに関連して米国で研修を受けており、航空対潜戦の専門家である。
1999年航空集団司令部幕僚長（厚木）、2001年海上幕僚監部監察官（市ヶ谷）等を歴任し、2003年に海将として第29代航空集団司令官（厚木）を務めた。退官後は軍事評論家として、jbpressでコラム等を執筆している。

### 略歴
- 1946年（昭和21年）長崎県に生まれる[4]
- 1961年 陸上自衛隊　生徒教育隊入隊（武山：第7期生徒）、3等陸士に任命
- 1965年 神奈川県立湘南高等学校（通信制）（現・神奈川県立横浜修悠館高等学校）卒業
- 1965年 3等陸曹に昇任
- 1970年 神奈川大学第二経済学部（夜間学部）卒業
- 1970年 海上自衛隊入隊、幹部候補生学校（江田島：第21期一般幹部候補生）入校
- 1971年 3等海尉任官
- 1980年 米海軍航空開発センター（英語版） (NADC,Naval Air Development Center)[注 1]留学～1981年（P-3C オペレーションプログラム研修）
- 1984年 厚木プログラム業務分遣隊（AT-PGD）（現・開発隊群航空プログラム開発隊）プログラム科長
- 1985年 第51航空隊研究指導隊（厚木）
- 1989年 1等海佐に昇任
- 1990年 統合幕僚学校教官（市ヶ谷）
- 1994年 第6航空隊[注 2]司令（厚木）
- 1995年 第5航空群司令部首席幕僚(那覇)
- 1996年 海上幕僚監部装備体系課長（六本木）
- 1997年 海将補に昇任、第1航空群司令（鹿屋）
- 1999年 航空集団司令部幕僚長（厚木）
- 2001年 海上幕僚監部監察官（市ヶ谷）
- 2003年 海将に昇任、第29代航空集団司令官（厚木）
- 2005年

3月28日 退職
7月1日 三菱電機顧問に就任
- 2016年 秋の叙勲において瑞宝中綬章を受章[6]